# 1979-es magyar tekebajnokság
Az 1979-es magyar tekebajnokság a negyvenegyedik magyar bajnokság volt. Az egyéni bajnokságot március 24. és 25. között rendezték meg Budapesten, a férfiakét a MOM, a nőkét a Zuglói Danuvia pályáján, a párosok bajnokságát május 5. és 6. között, a férfiakét Szombathelyen, a nőkét Debrecenben.

## Eredmények
| Versenyszám  | Arany                                                               | Arany | Ezüst                                                  | Ezüst | Bronz                                          | Bronz |
| ------------ | ------------------------------------------------------------------- | ----- | ------------------------------------------------------ | ----- | ---------------------------------------------- | ----- |
| Férfi egyéni | Sütő László Ferencvárosi TC                                         | 1852  | Makkai Miklós Pápai Vasas                              | 1798  | Mészáros József MOM SK                         | 1798  |
| Férfi páros  | Németh Lajos, Tősi Pál Sabaria SE, Egri Spartacus                   | 3563  | Makkai Miklós, Mráz László Pápai Vasas, Győri Richards | 3487  | Csányi Béla, Sütő László Ferencvárosi TC       | 3464  |
| Női egyéni   | Tompa Györgyné Szegedi EOL AK                                       | 949   | Pete Lászlóné BKV Előre                                | 900   | Pállfy Gyuláné Békéscsabai Előre Spartacus     | 888   |
| Női páros    | Megyesi Lászlóné, Tompa Györgyné Tatabányai Bányász, Szegedi EOL AK | 1704  | Kristyán Zsuzsa, Nyikus Mária Győri Lenszövő           | 1665  | Németh Angéla, Sallai Mátyásné Ferencvárosi TC | 1643  |